# Drøbak
Drøbak è il capoluogo del comune di Frogn, nella contea di Akershus in Norvegia. Ricevette lo status di città nel 1842 ma questo le fu giuridicamente tolto nel 1962 quando il precedente comune di Drøbak venne unito a quello di Frogn. Ciò nonostante può ancora essere considerata città.

## Storia
La città venne costruita a sud di Oslo come porto alternativo durante il periodo invernale quando il fiordo settentrionale ghiacciava. Un episodio molto interessante è quello della nave da guerra tedesca Blücher che venne affondata nel fiordo davanti alla città il 9 aprile 1940. La Blücher si stava dirigendo verso Oslo per dare inizio all'occupazione del paese. Le forze norvegesi però riuscirono fermarla dando così tempo alle autorità norvegesi e alla famiglia reale di scappare dalla capitale. Circa 1000 dei 1308 uomini a bordo morirono. Oggi Drøbak è una delle fermate più gettonate dalle navi da crociera e la città è piena di negozietti e gallerie d'arte. Inoltre nel centro della città si trova la casa di Babbo Natale con il suo ufficio postale, che secondo i norvegesi vive qui.